# Wildtrap

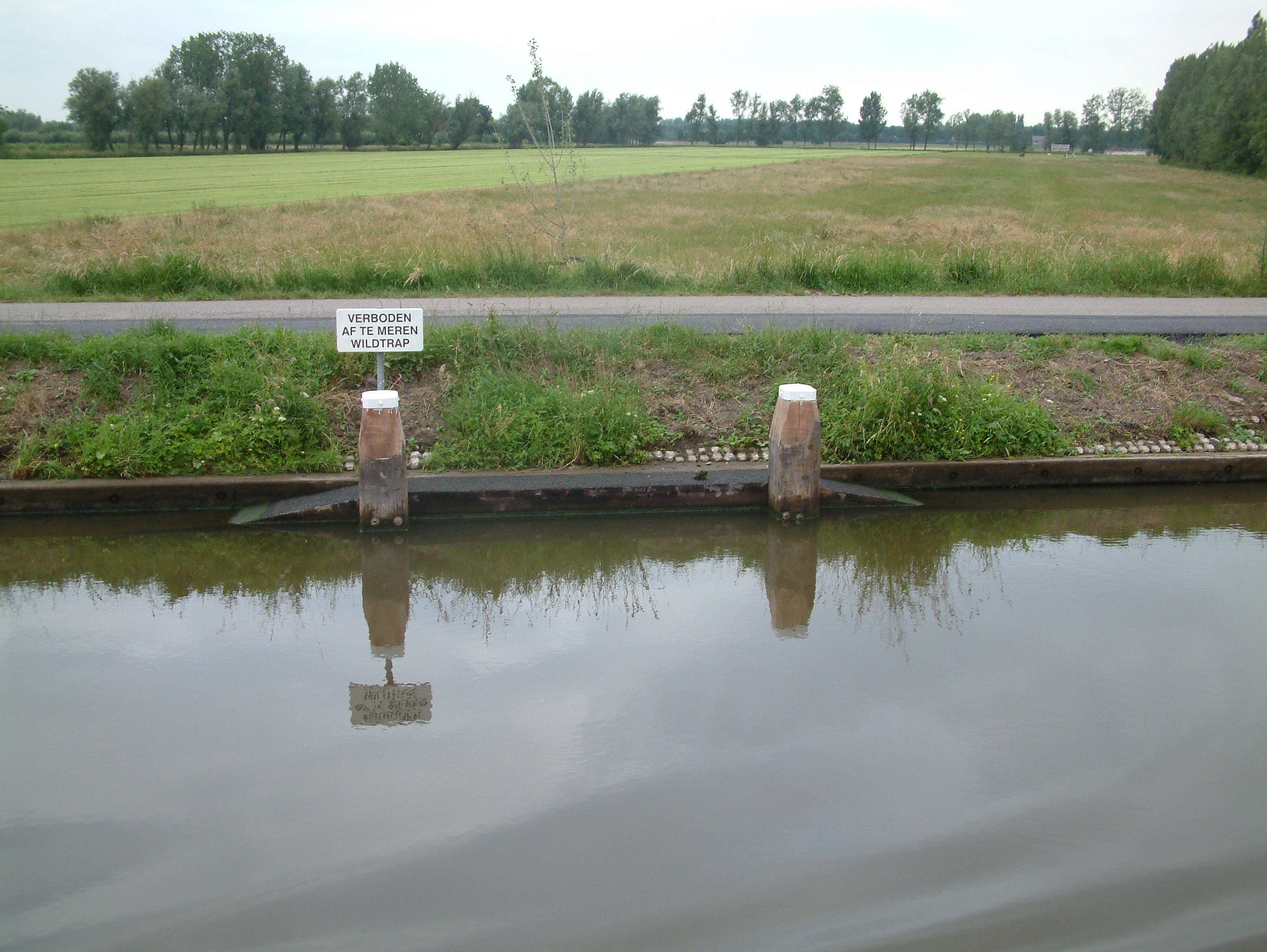
Wildtrap in het Merwedekanaal bij Meerkerk

Een wildtrap is een waterbouwkundige voorziening tegen de beschoeiing van een kanaal, die het te water geraakte dieren mogelijk maakt om een te steile oever weer te beklimmen. 
In het wild levende dieren zoeken soms een ander territorium en van veel dieren is bekend dat ze daarvoor van gebied naar gebied trekken. Als daarbij een water moet worden overgestoken, zullen ze gaan zwemmen. Het probleem bij veel gegraven kanalen is, dat ze dan niet meer aan wal kunnen klimmen. Door om de paar honderd meter een trap aan te brengen worden veel dieren van de verdrinkingsdood gered. 